# Liste der Naturdenkmale in Marburg
Die Liste der Naturdenkmale in Marburg nennt die im Gebiet der Stadt Marburg im Landkreis Marburg-Biedenkopf in Hessen gelegenen Naturdenkmale.
| Bild                          | Bezeichnung                                                                     | Ortsteil, Lage                                         | Beschreibung | Art        | Nr.         |
| ----------------------------- | ------------------------------------------------------------------------------- | ------------------------------------------------------ | --- | ---------- | ----------- |
| mehr Fotos \| Fotos hochladen | Fichte am Wilhelmsbau des Landgrafenschlosses                                   | Marburg 50° 48′ 36,2″ N, 8° 46′ 5,1″ O                 | | Einzelbaum | ND 5.93.006 |
| BW                            | Lärchengruppe am östlichen Rand des Schlossparks                                | Marburg 50° 48′ 36,6″ N, 8° 45′ 54,8″ O                | Es sind nur noch zwei von ursprünglich drei Bäumen vorhanden.                                                                   | Baumgruppe | ND 5.93.007 |
| Fotos hochladen               | Fünfstämmige Rosskastanie                                                       | Marburg, Barfüßertor 50° 48′ 25,1″ N, 8° 45′ 47,4″ O   | Am Barfüßertor zwischen den Hausnummern 16 und 18                                                                               | Einzelbaum | ND 5.93.009 |
| Fotos hochladen               | Baumgruppe beim Amtsgericht – Universitätsstraße                                | Marburg 50° 48′ 20,9″ N, 8° 45′ 42,4″ O                | Zwischen Quergebäude des Amtsgerichtes und der Universitätsstraße. Von den drei Bäumen ist nur noch eine Sommerlinde vorhanden. | Einzelbaum | ND 5.93.011 |
| BW                            | Türkischer Haselnussbaum bei der Löwentreppe nahe dem Herder-Institut           | Marburg, Gisonenweg 50° 48′ 33,4″ N, 8° 45′ 44,5″ O    | An der Löwentreppe im Schlosspark                                                                                               | Einzelbaum | ND 5.93.012 |
| mehr Fotos \| Fotos hochladen | Türkischer Haselnussbaum rechts neben dem Friedrich-Siebert-Weg                 | Marburg 50° 48′ 55″ N, 8° 46′ 6″ O                     | Etwa 80 bis 90 Jahre alt. Rechts des Friedrich-Siebert-Weges hinter dem „Michelchen“.                                           | Einzelbaum | ND 5.93.013 |
| BW                            | Türkischer Haselnussbaum Ecke Paul-Ehrlich-Weg/Götzenhainweg                    | Marburg 50° 48′ 39,2″ N, 8° 45′ 28,4″ O                | Vor dem Zugang zum Götzenhainwald                                                                                               | Einzelbaum | ND 5.93.014 |
| BW                            | Zwei mehrstämmige große Lebensbäume auf dem Friedhof Wehrda                     | Wehrda 50° 50′ 10,8″ N, 8° 45′ 25,3″ O                 | Im Jahr 1840 gepflanzt, etwa 29 m hoch                                                                                          |            | ND 5.93.021 |
| BW                            | Umfangreicher Lärchenbestand im Wald südlich und westlich der Waldschule Wehrda | Wehrda 50° 50′ 8,2″ N, 8° 44′ 55,6″ O                  | |            | ND 5.93.022 |
| Fotos hochladen               | Traubeneiche westlich der Ortslage von Dagobertshausen                          | Dagobertshausen 50° 49′ 16,6″ N, 8° 41′ 55,5″ O        | | Einzelbaum | ND 5.93.023 |
| Fotos hochladen               | Sommerlinde auf dem Friedhof Elnhausen                                          | Elnhausen 50° 48′ 46,8″ N, 8° 41′ 13,2″ O              | Standort zentral auf dem Friedhof Elnhausen, die Äste reichen rundherum bis zum Boden.                                          | Einzelbaum | ND 5.93.024 |
| Fotos hochladen               | Winterlinde am Friedhof Wehrshausen                                             | Wehrshausen 50° 48′ 47,6″ N, 8° 43′ 23,6″ O            | | Einzelbaum | ND 5.93.025 |
| Fotos hochladen               | Sommereiche (Quercus robur)                                                     | Marburg, Am Schwanhof 50° 48′ 1,4″ N, 8° 45′ 34,2″ O   | Guter Zustand, Blitzeinschlag vor ein paar Jahren gut überstanden                                                               | Einzelbaum |             |
| BW                            | Sommereiche (Quercus robur)                                                     | Marburg, Calvinstr. 15 50° 48′ 25,4″ N, 8° 45′ 27,3″ O | | Einzelbaum |             |
| Fotos hochladen               | Sommereiche „Förstereiche“ (Quercus robur)                                      | Marburg 50° 47′ 53,3″ N, 8° 48′ 20,4″ O                | Auch „Heilige Eiche“, ca. 800 Jahre alte Eiche, Baumveteran, Torso, tot, 1996 von spielenden Kindern angezündet                 | Einzelbaum |             |

## Belege und Anmerkungen
1. 1 2 3 4 5 6 7 8 9 10 11 12  
Naturdenkmale in Marburg. www.marburg.de, abgerufen am 24. April 2016.
2. 1 2 3  
Naturdenkmale in Hessen. (PDF; 405 kB) Anlage zu Kleine Anfrage der Abg. Ursula Hammann (BÜNDNIS 90/DIE GRÜNEN) vom 15.04.2011 betreffend Biotopverbund Teil 2 und Antwort der Ministerin für Umwelt, Energie, Landwirtschaft und Verbraucherschutz. Hessischer Landtag, 22. Juni 2011, S. 102, abgerufen am 4. Februar 2016.
3. 1 2 3  
2011 noch unter Schutz, aktueller Status unklar.
4. ↑  
Heilige Eiche bei Marburg. www.baumkunde.de, 3. Juni 2020, abgerufen am 3. Juni 2025.

- Karte mit allen Koordinaten:
- OSM |
- WikiMap